# Deutsches Institut für Normung

Logo des Deutschen Instituts für Normung

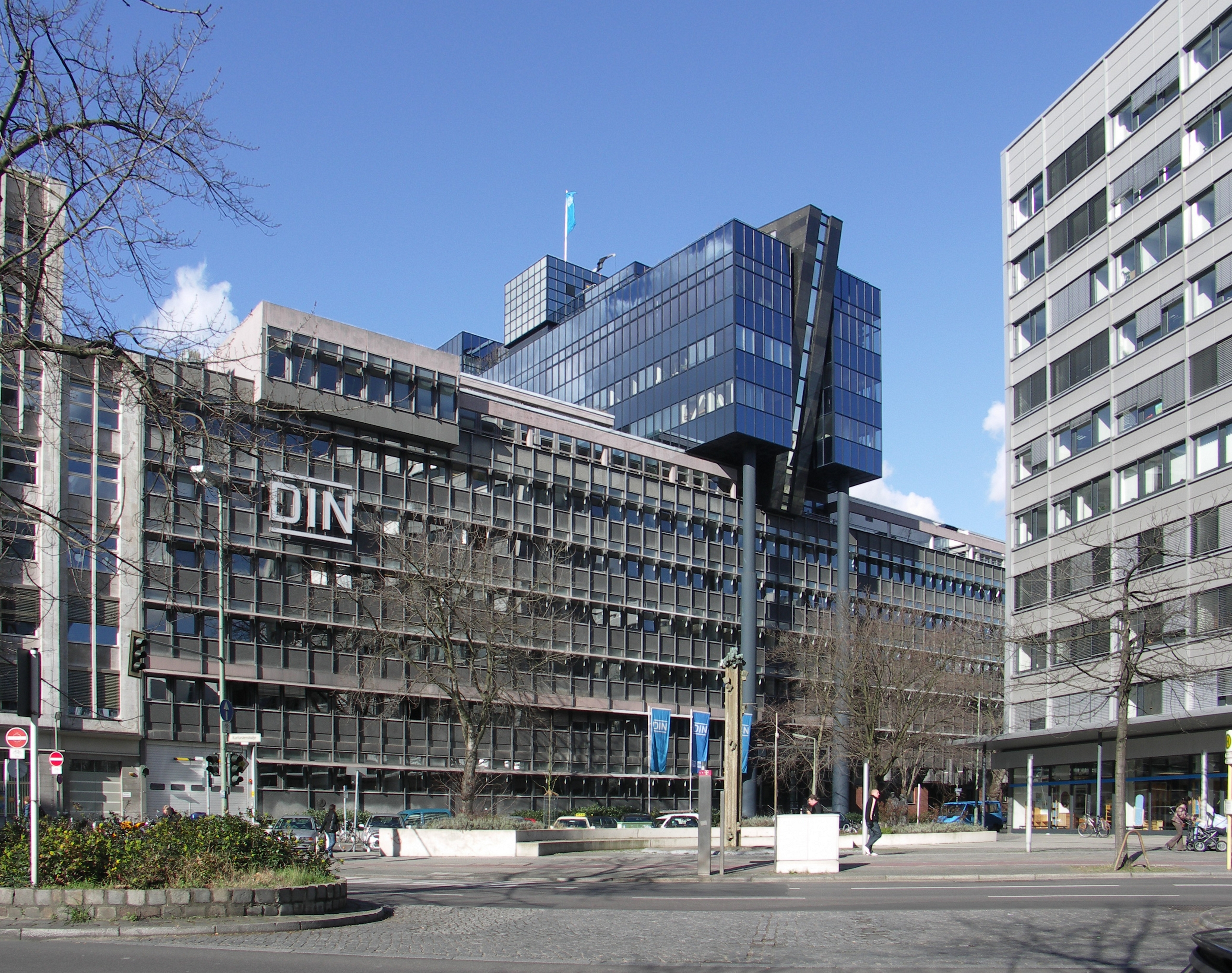
Sitz des Deutschen Institutes für Normung am DIN-Platz in Berlin-Tiergarten

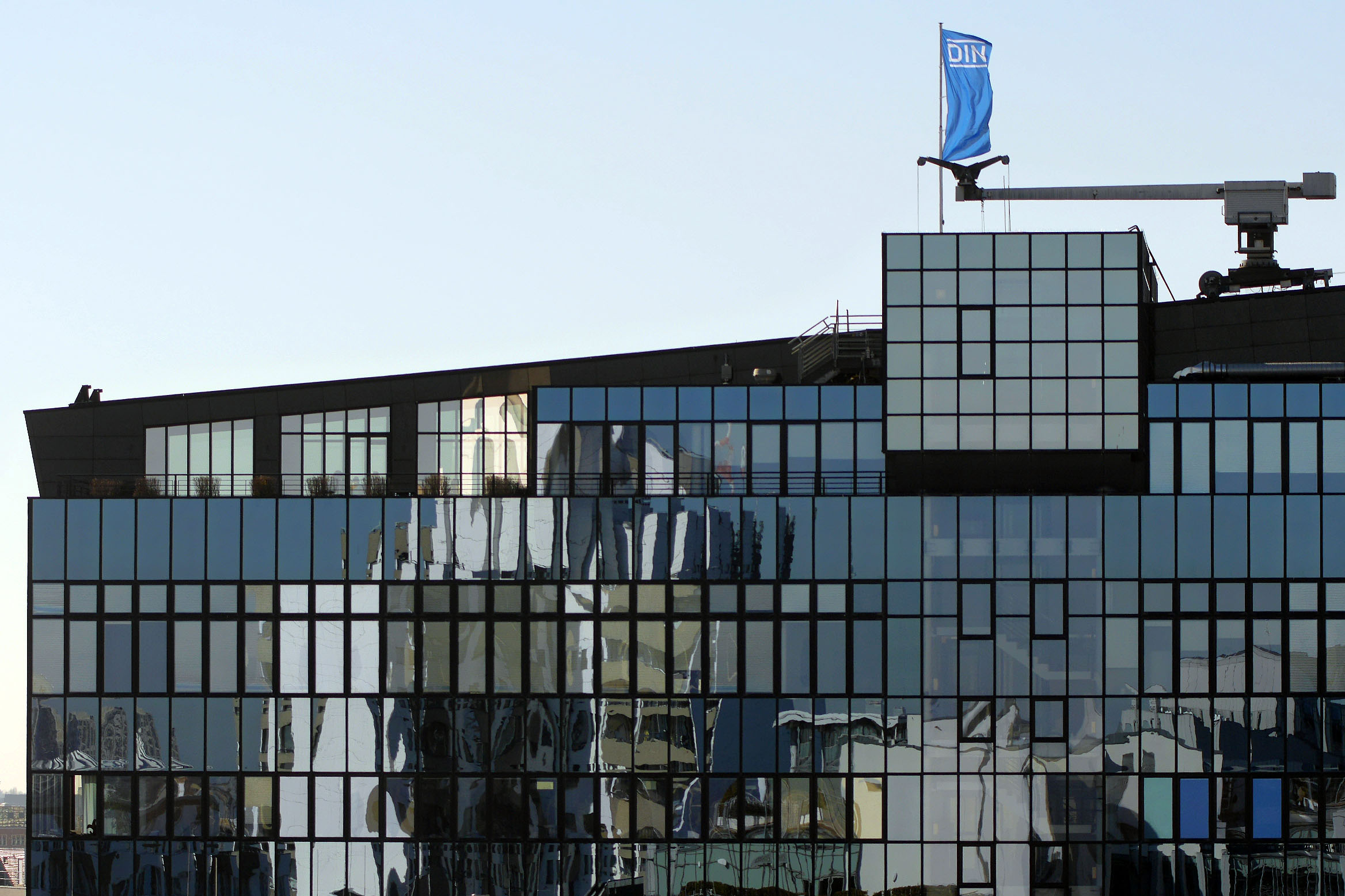
Sitz des Deutschen Institutes für Normung in Berlin-Tiergarten von Osten aus gesehen

Das Deutsche Institut für Normung e. V. (DIN) ist die bedeutendste nationale Normungsorganisation in der Bundesrepublik Deutschland. Sie wurde am 22. Dezember 1917 unter dem Namen „Normenausschuß der deutschen Industrie“ gegründet. Eine erste Umbenennung erfolgte 1926 zu „Deutscher Normenausschuß“, um auszudrücken, dass sich das Arbeitsgebiet nicht mehr auf die Industrie beschränkte. Der heutige Name „DIN Deutsches Institut für Normung e. V.“ wurde 1975 im Zusammenhang mit dem zwischen der Organisation und der Bundesrepublik Deutschland abgeschlossenen Normenvertrag gewählt. Eine unter der Leitung von Arbeitsausschüssen dieser Normungsorganisation erarbeitete Norm wird als DIN-Norm bezeichnet.
Das Deutsche Institut für Normung ist ein eingetragener Verein, wird privatwirtschaftlich getragen und bei seinen europäischen und internationalen Normungsaktivitäten von der Bundesrepublik Deutschland als einzige nationale Normungsorganisation unterstützt. Es bietet den sogenannten „interessierten Kreisen“ (Hersteller, Handel, Industrie, Wissenschaft, Verbraucher, Prüfinstitute und Behörden) ein Forum, im Konsensverfahren Normen zu erarbeiten. Der interessierte Kreis der Verbraucher wird durch den Verbraucherrat des DIN vertreten. Das DIN ist Mitglied der Europäischen Bewegung Deutschlands.

## Grundprinzipien
Die Grundprinzipien der Arbeit des DIN sind in DIN 820 festgeschrieben:
- Anwenderfreundlichkeit
- Beteiligung aller interessierten Kreise
- Einheitlichkeit
- Freiwilligkeit (mit Ausnahme, wenn durch EU-Verordnungen/Richtlinien erforderlich)
- Internationalität
- Kartellrechtliche Unbedenklichkeit
- Konsens
- Marktorientierung
- Nutzen für die Allgemeinheit
- Öffentlichkeit
- Orientierung am Gemeinwohl
- Sachbezogenheit
- Stand der Wissenschaft und Technik
- Transparenz
- Widerspruchsfreiheit
- Wirtschaftlichkeit

## Aufgabe
Aufgabe des DIN ist es, zum Nutzen der Allgemeinheit unter Wahrung des öffentlichen Interesses die Normung anzuregen, zu organisieren, zu steuern und zu moderieren. Die Arbeitsergebnisse dienen der Innovation, der Rationalisierung, Verständigung in Wirtschaft, Wissenschaft, Verwaltung und Öffentlichkeit, der Sicherung von Gebrauchstauglichkeit, Qualitätssicherung, Kompatibilität, Austauschbarkeit, Gesundheit, Sicherheit, dem Verbraucherschutz, Arbeitsschutz und dem Umweltschutz. Bei ihrer Erstellung wird angestrebt, dass die allgemein anerkannten Regeln der Technik eingehalten werden und der aktuelle Stand der Technik berücksichtigt wird.
Die elektrotechnischen Themen werden von DIN und dem deutschen Verband der Elektrotechnik (VDE) gemeinsam in der DKE Deutsche Kommission Elektrotechnik Elektronik Informationstechnik im DIN und VDE bearbeitet.
Das DIN arbeitet in den internationalen und europäischen Normengremien ISO und CEN und in den elektrotechnischen Organisationen IEC und CENELEC mit, um die deutschen Interessen zu vertreten und den internationalen freien Warenverkehr zu fördern. Es organisiert die Eingliederung internationaler Normen in das deutsche Normenwerk.
In der Schweiz leistet die Schweizerische Normen-Vereinigung (SNV) und in Österreich das Austrian Standards International (ÖNORM) vergleichbare Arbeit.

## Publikation und Einsichtnahme
Die DIN-Normen werden über die DIN Media GmbH (früher Beuth Verlag), ein Tochterunternehmen der DIN-Gruppe, in Papierform und als Download kostenpflichtig vertrieben. Der Verlag vertreibt auch Normdokumente anderer und ausländischer Normungsstellen.
In den Normen-Infopoints, meistens an Universitäten und (Fach-)Hochschulen, ist eine kostenlose Einsichtnahme in die DIN-Normen möglich, siehe Normen vor Ort einsehen.

## Organisation und Arbeitsweise
Das DIN ist ein eingetragener Verein, dessen Mitglieder juristische Personen sind. Die Mitgliederversammlung wählt das Präsidium, das aus Vertretern aller beteiligten interessierten Kreise (sämtliche Wirtschaftssektoren, die Verbraucher, die Wissenschaft und der Staat) besteht. Seit 2021 ist Ulrich Stoll DIN-Präsident.
Das DIN wird von einer Geschäftsleitung geführt, welcher der Vorsitzende des Vorstandes vorsteht. Der Vorsitzende des Vorstandes ist auch Mitglied des Präsidiums. Die fest angestellten Mitarbeiter des DIN sorgen als Sekretäre dafür, dass die Grundprinzipien des DIN eingehalten werden, d. h., dass zum Beispiel kein interessierter Kreis unberücksichtigt bleibt. Sie organisieren die Arbeit in den Gremien (auch in internationalen), stellen das Arbeitsprogramm und den Haushaltsplan der Normenausschüsse auf und stimmen beides mit dem Lenkungsgremium ab, das aus Vertretern der interessierten Kreise besteht. Das DIN stellt die elektronische Infrastruktur für die Normenentwicklung zur Verfügung.
Die ergebnisorientierten Aktivitäten (zum Beispiel der Vertrieb der Norm-Dokumente durch DIN Media) erfolgen in GmbHs als Tochter- und Beteiligungsgesellschaften. Sie tragen zur Kostendeckung der gemeinnützigen Normungsaktivitäten bei.

### Normenausschüsse
Die fachliche Arbeit der Normung wird in Arbeitsausschüssen beziehungsweise Komitees durchgeführt. Für eine bestimmte Normungsaufgabe ist jeweils nur ein Arbeitsausschuss bzw. ein Technisches Komitee zuständig. Diese Ausschüsse bzw. Komitees vertreten ihre Aufgabe zugleich in den regionalen und internationalen Normungsorganisationen. Im Regelfall sind mehrere Arbeitsausschüsse zu einem DIN-Normenausschuss zusammengefasst.
Einige Normenausschüsse führen den Namen „Normenstelle“, die Groß/Kleinschreibung innerhalb der Abkürzungen der Normenausschüsse ist unsystematisch, viele, aber nicht alle Abkürzungen für Normenausschüsse beginnen mit „N“. Die Namen einiger Normenausschüsse sind irreführend, z. B. vertritt der Normenausschuss Automobiltechnik das gesamte Gebiet des Kraftfahrzeugwesens. Zurzeit (Ende Mai 2013) gibt es ca. 70 Normenausschüsse. Eine vollständige Liste findet man über die Homepage des DIN e. V.

### Liste von Normenausschüssen (Auswahl)
- Ausschuss Normenpraxis (ANP)
- Kommission Reinhaltung der Luft[5]
- DIN/VDI-Normenausschuss Akustik, Lärmminderung und Schwingungstechnik (NALS)
- DIN-Normenausschuss Armaturen (NAA)
- DIN-Normenausschuss Automobiltechnik (NAAutomobil, ehemals FAKRA)
- DIN-Normenausschuss Bauwesen (NABau)
- DIN-Normenausschuss Dental (NADENT)
- DIN-Normenausschuss Dienstleistungen (NADL)
- DIN-Normenausschuss Eisen und Stahl (FES)
- DIN-Normenstelle Elektrotechnik (NE)[6]
- DIN-Normenausschuss Ergonomie (NAErg)
- DIN-Normenausschuss Feinmechanik und Optik (NAFuO)
- DIN-Normenausschuss Feuerwehrwesen (FNFW)
- DIN-Normenausschuss Heiz-, Koch- und Wärmgerät (FNH)
- DIN-Normenausschuss Information und Dokumentation (NID), früher DIN-Normenausschuss Bibliotheks- und Dokumentationswesen (NABD)
- DIN-Normenausschuss Informationstechnik und Anwendungen (NIA)
- DIN-Normenausschuss Kommunale Technik (NKT)
- DIN-Normenausschuss Kunststoffe (FNK)
- DIN-Normenausschuss Luft- und Raumfahrt (NL)
- DIN-Normenausschuss Managementsysteme (NA Org)
- DIN-Normenausschuss Maschinenbau (NAM)
- DIN-Normenausschuss Materialprüfung (NMP)
- DIN-Normenausschuss Messen und Regeln (NAMUR) (beim DIN nicht mehr vorhanden)[7]
- DIN-Normenausschuss Persönliche Schutzausrüstung (NPS)
- DIN-Normenausschuss Pigmente und Füllstoffe (NPF)
- DIN-Normenausschuss Radiologie (NAR)
- DIN-Normenausschuss Rundstahlketten (NRK)
- DIN-Normenausschuss Sachmerkmale (NSM) (beim DIN nicht mehr vorhanden)[7]
- DIN-Normenstelle Schiffs- und Meerestechnik (NSMT)
- DIN-Normenausschuss Schweißen und verwandte Verfahren (NAS)
- DIN-Normenausschuss Sport- und Freizeitgerät (NASport)
- DIN-Normenausschuss Tankanlagen (NATank)
- DIN-Normenausschuss Technische Grundlagen (NATG)
- DIN-Normenausschuss Terminologie (NAT)
- DIN-Normenausschuss Veranstaltungstechnik, Bild und Film (NVBF)
- DIN-Normenausschuss Wasserwesen (NAW)
- DIN-Normenausschuss Werkzeuge und Spannzeuge (FWS)

## Finanzierung
Das Budget des DIN und damit die Finanzierung der Normungsarbeit wird aus vier Quellen gespeist, deren Anteil am Gesamthaushalt sich wie folgt zusammenstellt:
1. Eigene Erträge (58,8 %)[8] – Den größten Anteil erwirtschaftet das DIN mit seinen Tochtergesellschaften. Vor allem die Erlöse von DIN Media aus dem Verkauf der Normen und anderer Produkte des DIN sowie Beteiligungserträge sind wichtige Einkommensquellen des DIN.[9]
2. Projektmittel der Wirtschaft (17,8 %)[8] – Zusammengesetzt aus Projektverträgen, Förderbeiträgen und Kostenbeiträgen[9] aus der Wirtschaft stellen sie den zweitgrößten Anteil am Gesamthaushalt.
3. Mitgliedsbeiträge (9,6 %)[8] – Mitglieder haben durch ihre Beiträge unter anderem die Möglichkeit Einfluss auf die Normungspolitik zu nehmen und erhalten Rabatte auf Lizenzen.[10]
4. Projektmittel der öffentlichen Hand (13,8 %)[8] – werden im Interesse der allgemeinen Gewerbeförderung, der Förderung des Wettbewerbs und im Interesse der öffentlichen Ordnung (Arbeitsschutz, Gesundheitsschutz etc.) geleistet. Diese Mittel sind zweckgebunden zur Durchführung bestimmter Normungsvorhaben im öffentlichen Interesse.

## Geschichte

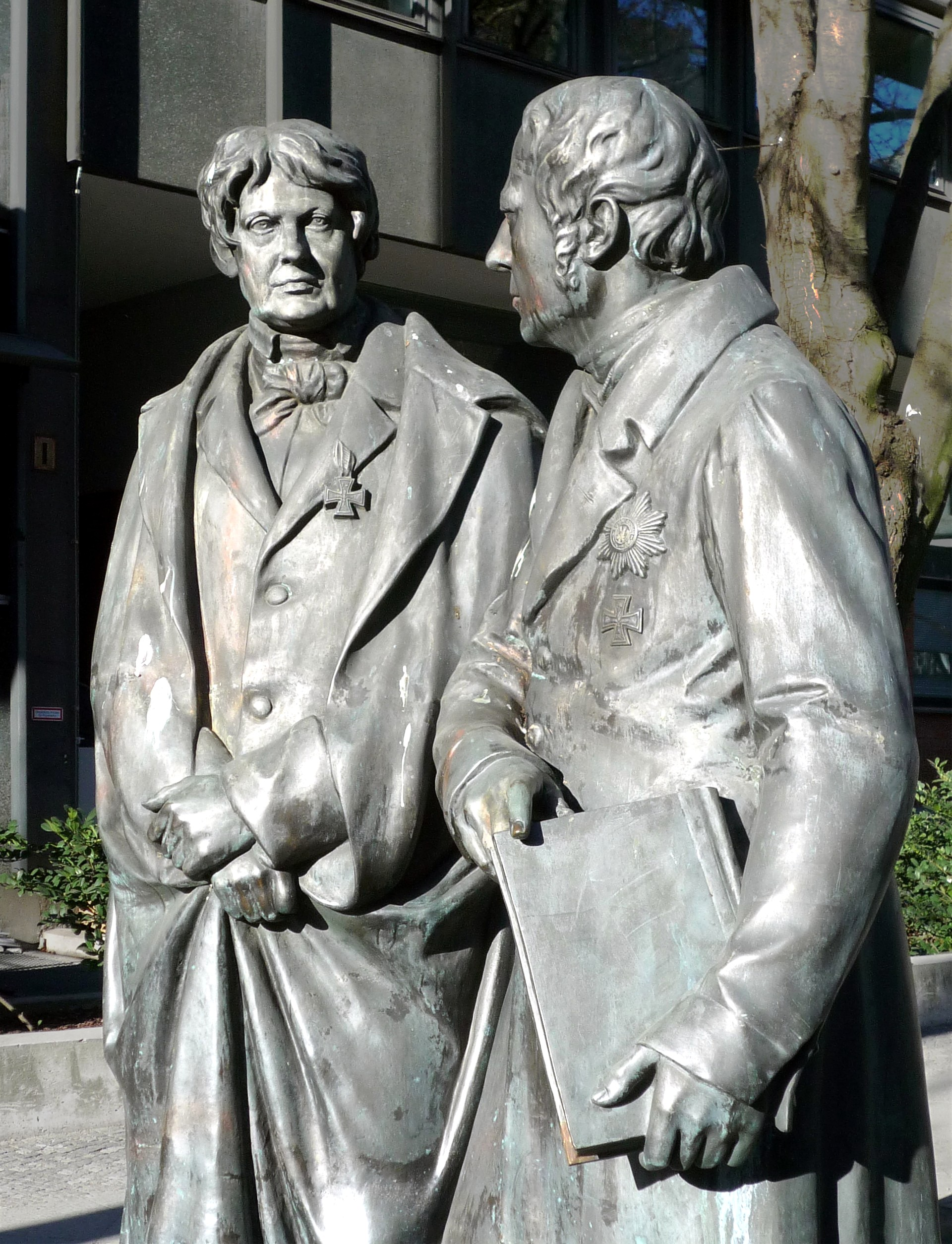
Statuen von Christian Peter Wilhelm Beuth und Wilhelm von Humboldt vor dem Gebäude des DIN in Berlin.

Die Vorarbeiten zur Rationalisierung der Rüstungsproduktion im Januar 1917 führten zu der Erkenntnis, dass ganz Deutschland zu einer Produktionsgemeinschaft für einen Abnehmer, die Streitkräfte, werden musste und dass hierfür grundlegende Normen, insbesondere zur Zusammenarbeit im Maschinenbauwesen, notwendig waren. Die zur folgenden Gründung des DIN führende Initiative ging deshalb vom „Königlichen Fabrikationsbüro für Artillerie (Fabo-A)“ in Berlin aus.
Das DIN im Deutschen Reich wurde im Mai 1917 als „Normalienauschuß für den Maschinenbau“ gegründet mit der Aufgabe, die wichtigsten Maschinenelemente zu vereinheitlichen. Am 22. Dezember 1917 erfolgte die Umbenennung zum „Normenausschuß der deutschen Industrie“ (NADI). Die Arbeitsergebnisse des NADI waren die „Deutschen Industrie-Normen“ (zuerst als „DI-Norm“, aber bald als „DIN“ abgekürzt). Die erste Norm – DI-Norm 1 – erschien am 1. März 1918 und legte Maße und Werkstoffe für Kegelstifte fest. Seit 1920 ist das DIN ein eingetragener Verein und 1922 wurde die für den Verbraucher wohl bekannteste Norm DIN 476 Papierformate (zum Beispiel DIN A 4) veröffentlicht. Im deutschen Alltag vertraut ist ebenfalls die Normschrift auf den Verkehrsschildern DIN 1451, die als Schrift umgangssprachlich kurz die DIN genannt wird.
Im Jahr 1926 wurde das DIN von Normenausschuß der deutschen Industrie in Deutscher Normenausschuß (kurz DNA) umbenannt, denn bereits in den 1920er-Jahren hatte die Normung im Reich das engere Gebiet der Industrie überschritten. Aus demselben Grund versuchte der DNA, die Abkürzung „DIN“ mit „Das Ist Norm“ zu belegen, um „Deutsche Industrie-Norm“ abzulösen. Allerdings konnte sich dieser Begriff in der Öffentlichkeit nicht durchsetzen. Ende 1937 wurde die Normbenennung vereinheitlicht und Fachkürzel, wie z. B. DINBERG für Bergbaunormen, fielen weg. Im Sommer 1938 richtete der DNA die Hauptsitzungsreihe der International Federation of the National Standardizing Associations (ISA) und die Sitzungen des ISA-Rates in Berlin aus.
Nach dem Zweiten Weltkrieg genehmigte der Alliierte Kontrollrat 1946 dem DIN die Wiederaufnahme seiner Tätigkeit. Im selben Jahr wurde in Uerdingen eine weitere Geschäftsstelle gegründet, die 1950 nach Köln verlegt wurde. Das DIN wurde Ende 1951 Mitglied in der Internationalen Organisation für Standardisierungen (ISO) mit dem Anspruch, alleiniger Vertreter Deutschlands zu sein. Als solcher wurde es 1954 in den ISO-Rat gewählt.
Im Mai 1975 (kurz vor Schließen des Normenvertrages, siehe unten) änderten sich der Name der Organisation und der ihrer Arbeitsergebnisse erneut. Seitdem heißt die Organisation „DIN Deutsches Institut für Normung e. V.“, und die Arbeitsergebnisse sind die „Deutschen Normen“ oder „DIN-Normen“.
Am 5. Juni 1975 unterzeichneten das DIN Deutsches Institut für Normung e. V. und die Bundesrepublik Deutschland den Normenvertrag. Dadurch wurde dem DIN eine erhebliche öffentliche Anerkennung zuteil, denn die Bundesrepublik verpflichtete sich, sich bei einschlägigen Fragen und Aufgaben, die vom Staat gestellt werden, ausschließlich an ihn zu wenden. Ebenso ausschließlich empfiehlt die Bundesrepublik für internationale Normungsarbeit nur das DIN. Im Gegenzug machte das DIN seine bisher nach innen geltenden Grundprinzipien (DIN 820) öffentlich verbindlich und verpflichtete sich, vom Staat angeregte Normungsaufgaben nicht nur aufzugreifen, sondern sie bevorzugt zu behandeln. Infolge des mit dem Vertrag eingebrachten öffentlichen Interesses entstanden beim DIN die Kommissionen für Sicherheitstechnik und für Umweltschutz und der Verbraucherrat. Entgegen einer verbreiteten Auffassung blieb das DIN eine unabhängige nicht-staatliche Organisation. Die Bundesrepublik hat kein Weisungsrecht zur Arbeit des DIN erhalten, hat aber auch keinen Teil ihrer eigenen Hoheit an das DIN abgegeben.
Das Gegenstück zur DIN-Norm war in der DDR die TGL, die anfänglich weitgehend auf den DIN-Normen beruhte, später verstärkt RGW-Standards berücksichtigte. Die ost-/westdeutsche Zusammenarbeit auf dem Gebiet der Normung ließ stark nach, nachdem die DDR-Regierung die DIN-Geschäftsstellen in Ost-Berlin, Jena und Ilmenau 1961 geschlossen hatte. Seit der 1990 erfolgten Auflösung des Amtes für Standardisierung, Messwesen und Warenprüfung (ASMW) der DDR ist das DIN wieder für die Normungsarbeit in ganz Deutschland zuständig.
Heute ist die Normungsarbeit zunehmend europäisch und international geprägt: Nur noch 15 % aller Normungsprojekte sind rein nationaler Natur. 
2007 ist DIN durch kontroverse Entscheidungen für das groß geschriebene ß (Versal-ß) sowie für den von Microsoft eingeführten Dokumentenstandard Office Open XML aufgefallen.

## DIN Software GmbH
Im Jahr 1988 wurde die DIN Software GmbH mit dem Zweck der Beschaffung, Erstellung und Vertrieb von zertifizierten Dateien und Programmen auf maschinenlesbaren Datenträgern im Bereich Technik, insbesondere zur Herstellung DIN-normgerechter Erzeugnisse und Anwendungen DIN-genormter Verfahren gegründet. Die Gründung wurde von vier Gesellschaftern (DIN, Verband der Automobilindustrie, VDMA und ZVEI) getragen. Seit 1993 ist die DIN Software GmbH ein 100-prozentiges Tochterunternehmen von DIN. Anfänglich bestanden die Hauptprodukte aus CAD-Normteiledaten zur Anwendung in Konstruktionsprogrammen. Die Daten der Normteile wurden aus Normen entnommen und um Metadaten der Datenbank des Deutschen Informationszentrums für technische Regeln (DITR) erweitert. Ebenfalls seit Beginn der DIN Software GmbH wurden EDIFACT-Normdateien angeboten.
Die bisher hierarchische Struktur der DITR-Datenbank wurde 1996 durch eine relationale Datenbank abgelöst. Die DITR-Datenbank wurde ab dem Jahr 2000 zudem als Masterdatenbank von DIN, DIN Media und DIN Software GmbH für Norm- und Dokumentennachweise benutzt.
Im Jahr 1989 wurde der Benutzerfachausschuss des Deutschen Informationszentrums für technische Regeln (heute der DIN Software GmbH) gegründet. Er war und ist ein Bindeglied zwischen den Nutzern von Informationsprodukten oder -dienstleistungen aus der DITR-Datenbank und dem Hersteller.
2003 übernahm die DIN Software GmbH das vom DIN betriebene Deutsche Informationszentrum für technische Regeln und die DITR-Datenbank einschließlich der elektronischen Volltextarchive für das technische Recht.

## Normen in der Rechtsordnung
„Die DIN-Normen sind keine Rechtsnormen, sondern private technische Regelungen mit Empfehlungscharakter. Sie können die anerkannten Regeln der Technik wiedergeben oder hinter diesen zurückbleiben.“

DIN-Normen bilden einen Maßstab für einwandfreies technisches Verhalten und sind daher im Rahmen der Rechtsordnung von Bedeutung. Grundsätzlich haben DIN-Normen den Charakter von Empfehlungen. Ihre Anwendung steht jedem frei, d. h., man kann sie anwenden, muss es aber nicht. Verbindlich werden Normen dann, wenn in privaten Verträgen oder in Gesetzen und Verordnungen auf sie Bezug genommen und dort deren Anwendung festgelegt wird. Weil Normen eindeutige Aussagen sind, lassen sich durch ihre einzelvertraglich vereinbarte Verbindlichkeit Rechtsstreitigkeiten vermeiden. Die Bezugnahme in Gesetzen und Verordnungen entlastet den Staat und die Bürger von rechtlichen Detailregelungen.
Auch in den Fällen, in denen DIN-Normen von Vertragsparteien nicht zum Inhalt eines Vertrages gemacht worden sind, dienen sie im Streitfall wegen Sachmängeln (Kauf- und Werkvertragsrecht) als Entscheidungshilfe. Hierbei besteht grundsätzlich die Vermutung, dass die DIN-Normen den anerkannten Regeln der Technik entsprechen. Eine solche Vermutung kann dennoch erschüttert oder widerlegt werden, etwa wenn erst ein unfertiger Normentwurf besteht oder durch ein Sachverständigengutachten.

### Urheberrecht
DIN-Normen sind schöpferische Leistungen und genießen als Sprachwerke den Schutz durch das Urheberrechtsgesetz. Dieser Grundsatz wurde auch vom Bundesgerichtshof mehrfach bestätigt. DIN-Normen dürfen deshalb nicht ohne Zustimmung des Deutschen Instituts für Normung e. V. als Nutzungsrechtsinhaber vervielfältigt und verbreitet oder im Internet öffentlich zugänglich gemacht werden. Die Schranken des Urheberrechts gelten aber auch für die Normen. So dürfen z. B. einzelne Norm-Blätter für private Zwecke auf Papier kopiert werden (§ 53 UrhG), und es gilt kein Urheberrecht für vom Gesetzgeber abgedruckte Normen (amtliche Werke). Für amtlich in Bezug genommene und in Gesetzen abgedruckte technische Regeln gelten nach § 5 Abs. 3 UrhG folgende Ausnahmen:
(1) Gesetze, Verordnungen, amtliche Erlasse und Bekanntmachungen sowie Entscheidungen und amtlich verfasste Leitsätze zu Entscheidungen genießen keinen urheberrechtlichen Schutz.

(2) Das Gleiche gilt für andere amtliche Werke, die im amtlichen Interesse zur allgemeinen Kenntnisnahme veröffentlicht worden sind, mit der Einschränkung, dass die Bestimmungen über Änderungsverbot und Quellenangabe in § 62 Abs. 1 bis 3 und § 63 Abs. 1 und 2 entsprechend anzuwenden sind.

(3) Das Urheberrecht an privaten Normwerken wird durch die Absätze 1 und 2 nicht berührt, wenn Gesetze, Verordnungen, Erlasse oder amtliche Bekanntmachungen auf sie verweisen, ohne ihren Wortlaut wiederzugeben. In diesem Fall ist der Urheber verpflichtet, jedem Verleger zu angemessenen Bedingungen ein Recht zur Vervielfältigung und Verbreitung einzuräumen. Ist ein Dritter Inhaber des ausschließlichen Rechts zur Vervielfältigung und Verbreitung, so ist dieser zur Einräumung des Nutzungsrechts nach Satz 2 verpflichtet.
Die Initiative gegen die Direktgeltung privater Normen im Bauwesen (IDIN) hat im Jahr 2003 vergeblich versucht, die Einfügung des Absatzes 3 zu verhindern. Kritisiert wurde, dass vom Staat für verbindlich erklärte Normen nicht gemeinfrei sind, also gekauft werden müssen, außer sie sind als Volltext in einer amtlichen Bekanntmachung enthalten.
Für vier EN-Normen, die als DIN-EN-Normen kostenpflichtig bei DIN Media erhältlich sind, entschied der Europäische Gerichtshof (EuGH) am 5. März 2024 in der Malamud-Entscheidung, dass diese kostenlos zur Verfügung gestellt werden müssen, da diese Normen Teile des Europäischen Unionsrechts sind.
Seit der Malamud-Entscheidung sind Normen, die Teil des Europäischen Unionsrechts sind, sogenannte harmonisierte Normen, über die nationalen Normungsorganisationen kostenfrei zur Einsicht erhältlich. Für harmonisierte Normen, die auf ISO- oder IEC-Normen beruhen, muss der Interessierte den Zugriff auf diese Normen online beantragen.

## Ehrungen
Das Institut vergibt verschiedene Ehrungen an „Persönlichkeiten, die sich in herausragender Weise um die Normung verdient gemacht und auf diesem Gebiet Besonderes geleistet haben“.

### Waldemar-Hellmich-Kreis
Der Waldemar-Hellmich-Kreis wurde 1957 gegründet und ist der Ehrensenat des DIN Deutsches Institut für Normung. Anlässlich seines 40-jährigen Bestehens hat das DIN ihn zur Erinnerung an seinen Begründer Waldemar Hellmich und zur Ehrung von Persönlichkeiten, die sich in ihrer beruflichen Tätigkeit auf dem Gebiet der Normung verdient gemacht haben, eingeführt. Er soll die Tradition des DIN pflegen und durch Empfehlungen zur lebendigen Weiterentwicklung der Normungsarbeit beitragen. Die Mitglieder des Kreises werden vom Präsidium des DIN berufen. Als sichtbares Zeichen der Zugehörigkeit zum Waldemar-Hellmich-Kreis dient eine Anstecknadel, die die Papierformate darstellt. Die Mitgliederzahl des Kreises wird auf 50 beschränkt.

### DIN-Ehrenring
Der Ehrenring wurde bis 2020 vergeben. Träger des Ringes wurden gleichzeitig Mitglieder des Waldemar-Hellmich-Kreises. Er war bis 2020 die höchste vergebene Ehrung.

### Beuth-Denkmünze
Die Denkmünze wurde bis 2023 an Personen verliehen, die in der Normung mitgewirkt haben. Sie wurde 1981 anlässlich des 200ten Jahrestages der Geburt von Peter Beuth neu aufgelegt und geht zurück auf die Denkmünze des Vereins zur Beförderung des Gewerbefleißes in Preußen aus dem Jahr 1846, die für herausragende technische Leistungen verliehen wurde.

### DIN-Exzellenz-Preis
Der Preis ist seit 2023 für besonders verdiente Experten vorgesehen, die in der Normung mitarbeiten oder mitgearbeitet haben. Sichtbares Zeichen ist eine Anstecknadel.

## Kritik
DIN-Normen werden kritisiert, sie seien industriefreundlich und dienten dem Wohl der Industrie mehr als dem Allgemeinwohl. Beispielsweise wurde in einem Bericht des NDR der „praxisfremde Brandschachttest“ der DIN 4102 hinterfragt. Dem Bericht zufolge schmilzt das beim Prüfverfahren als schmaler hoher Stab eingespannte Polystyrol nach oben hin ab und entfernt sich dadurch von der Hitze- oder Brandquelle (Zündbrenner und abgetropftes (Poly)styrol), wodurch das Prüfverfahren so aufgebaut sei, dass es dem von der Industrie gewünschten Ergebnis, die Nichtbrennbarkeit von Polystyrol und fehlende Brandweiterleitung zu beweisen, entgegenkomme. Siehe dazu das Kapitel Brandverhalten im Artikel Wärmedämmverbundsystem.